# ثقافة الصحافة
يمكن وصف مصطلح ثقافة الصحافة بأنه «الأيديولوجية المهنية المشتركة بين العاملين في مجال الأخبار». ويتسع مفهوم مصطلح ثقافة الصحافة ليشمل التنوع الثقافي لـ أخلاقيات الصحافة، والممارسات والمنتجات الإعلامية أو الوسائل الإعلامية الأخرى المماثلة. يشير البحث في مفهوم ثقافة الصحافة في بعض الأحيان إلى توافق شامل بين الصحفيين «نحو فهم مشترك للهوية الثقافية للصحافة».
وهناك جدل علمي دائر حول فكرة ثقافة الصحافة المشتركة المنتشرة على الصعيد العالمي، وما إذا كانت هذه البنية المشتركة موجودة بالفعل ويمكن الاطلاع عليها تجريبيًا. ولقد تم إجراء العديد من الدراسات المتعلقة بـ علوم الاتصال في محاولة للتوصل إلى مفهوم ثقافة الصحافة الغربية الافتراضية الشائعة، أو ثقافة الصحافة الأوروبية الشائعة، أو حتى أيديولوجية الصحافة العالمية الشائعة. (راجع النبذة التاريخية) ويعد البحث في ثقافات الصحافة أمرًا مفيدًا بشكل خاص في مجال تحليل التأثيرات المفترضة لـ العولمة، والتي تستعرضها المؤسسات الإعلامية الكبرى المنتشرة في جميع أنحاء العالم، على الثقافات الإعلامية الفردية وفعاليتها في وضع المعايير في جميع أنحاء العالم. وفي المؤلفات العلمية في هذا الخصوص، يطلق على مصطلح ثقافة الصحافة كذلك اسم «الثقافة الصحفية» أو «الثقافة الإخبارية» أو «ثقافات الصحف» أو «ثقافة إنتاج الأخبار».

## الأبحاث المتعلقة بثقافة الصحافة
يرمز مصطلح أبحاث ثقافة الصحافة إلى موضوع فرعي خاص بأبحاث الصحافة، وهو تقليد متأصل في النهج الكلاسيكي والاجتماعي على حد سواء (على سبيل المثال أعمال إميل دوركايم وجورج سميل وروبرت عزرا بارك وتالكوت بارسون ونيكولاس لوهمان) والإنسانيات في أوائل القرن العشرين ويتمركز هذا المجال في مساحة أوسع نطاقًا من علم الإعلام وعلم الاتصالات. وتأخذ دراسات الصحافة في اعتبارها العديد من مستويات التحليل بما في ذلك، الجوانب الفردية والمؤسسية والاجتماعية والثقافية.

### تصميم الدراسة وأساليبها
يهدف تصميم الدراسة الخاص بالأبحاث المتعلقة بثقافة الصحافة إلى إبراز التحديات التي تحول دون التفعيل المنهجي الملائم. ويظهر هذا التعقيد نظرًا لأن مصطلح الحرفية الصحفية يعتبر مفهومًا متعدد المستويات يتألف من العديد من القيم والمعتقدات والممارسات الصحفية، وتعمل ثقافات الصحافة المختلفة على إحداث توازن بطرق فريدة خاصة بها. ويمكن إجراء الأبحاث المتعلقة بثقافة الصحافة داخل دولة واحدة، يجريها في الغالب باحثون في مجال الصحافة من الدولة نفسها، أو يمكن إجراؤها بالاعتماد على أسلوب مقارنة على الصعيد الوطني، على أن تُجرى هذه الأبحاث بمساعدة فرق دولية من الباحثين. وبالنسبة لبحث الصحافة المقارنة، فإنه يتم إجراؤه في الغالب بشكل مسبق على الصعيد الوطني، على أن تمثل «الدولة» المستوى الهام من التحليل، الأمر الذي يؤدي إلى إجراء دراسات مقارنة على أساس دولة بدولة. وحيث إنه مشتق من البحث المقارن في أنظمة الإعلام، يستخدم البحث المقارن لثقافة الصحافة الدولة باعتبارها «كائنًا أو سياقًا أو وحدة تحليل أو بوصفها أحد مكونات نظام أكبر».
تتمثل الطرق المستخدمة في البحث في ثقافة الصحافة في الدراسات الاستقصائية والمقابلات أو تحليل المحتويات أو المراقبة أو مزيج مما سبق ذكره.

### مستويات التحليل الخاصة ببحث الصحافة المقارن
من خلال استخدام أبعاد نظام التحليل الذي اقترحه بروجي مان وويزلر، يمكن إجراء البحث الإعلامي باستخدام أبعاد التحليل الثلاثة: (1) المنظورات البحثية، (2) مستويات البحث و (3) كائنات التحليل. يُظهر تطبيق هذا النظام عمليًا على مجال بحث ثقافة الصحافة ما يلي:
1. استخدام «المقارنة» باعتبارها منظورًا بحثيًا سائدًا
2. استخدام «الدولة/المجتمع» (الولاية) باعتبارها مستوى التحليل السائد
3. استخدام كائنات التحليل المختلفة والمجتمعة في كثير من الأحيان

يمكن تفسير الجمع بين كائنات التحليل المختلفة، مثل "الهياكل الإعلامية"، وإنتاج المحتويات" و"المحتويات الإعلامية" من منظور الطبيعة المعقدة لجانب "الثقافة" في ثقافة الصحافة. وإليك الإطار الذي وضع فيه الباحث في مجال الاتصالات هانيتزش هذا المفهوم: "يمكن للمرء التحدث بشكل عام عن الثقافة باعتبارها مجموعة من الأفكار (القيم والمواقف والمعتقدات)، والممارسات (الخاصة بالإنتاج الثقافي)، والأعمال (المنتجات والنصوص الثقافية)."

### لمحة تاريخية عن بحث ثقافة الصحافة
يمكن العثور على الأبحاث المقارنة البارزة في دراسة الصحفي العالمي (The Global Journalist) لكاتبها ويفر الصادر عام 1998، ودراسة مراسلون ومسؤولون (Reporters and Officials): المؤسسة وسياسات صناعات الأخبار (The Organization and Politics of Newsmaking) الصادرة عام 1973 لكاتبها سيجال، والذي يقارن فيها بين سياسات المراسلة في الولايات المتحدة وبريطانيا العظمى، والأجزاء التي تركز على موضوع الصحافة الواردة في دراسة المقارنة بين أنظمة الإعلام (Comparing Media Systems): النماذج الثلاثة لوسائل الإعلام والسياسات (Three Models of Media and Politics) التي تشارك في كتابتها هالين ومانشيني عام 2004، وأخيرًا مشروع دراسة عوالم الصحافة (Worlds of Journalism) لهانيتزش عام 2011. وتعتبر دراسة مراسلو واشنطن (Washington Correspondents) لصاحبها روزتين عام 1937 الدراسة الأولى من نوعها التي تصف حياة عمل الصحفي. ومن أحدث الأبحاث المقارنة التي تناولت مجال الصحافة وثقافة الصحافة تلك الأعمال التي كتبها دويز، ودونزباش وسبليكال وسباركس.
لقد توصلت الأبحاث النظرية والعملية إلى العديد من ثقافات وأيديولوجيات الصحافة التي نوقشت في المؤلفات الخاصة بعلوم الاتصالات. ومن أمثلة ثقافات الصحافة وأنواعها تلك مراقبة الصحافة أو الصحافة المدنية أو الصحافة الشائعة أو صحافة الرأي التي تتميز باستخدامها القوي لسياسة التدخل الصحفي.

## ثقافات الصحافة
خلصت دراسة عالمية أجراها توماس هانيتزش وآخرون في مجال ثقافة الصحافة، في الفترة بين 2007 و2011 وشملت 21 دولة، أن المبادئ الصحفية مثل الانفصال وعدم الاشتراك وتوفير المعلومات السياسية ومراقبة الحكومة يُنظر إليها باعتبارها فضائل صحفية أساسية على مستوى العالم.

### ثقافة الصحافة الغربية
مقارنةً بالبلدان الجنوبية والشرقية أو تلك البلدان التي لا تتمتع بديمقراطية كافية مثل الصين وروسيا، ينظر الصحفيون الغربيون إلى الفضائل الإضافية كنزاهة المعلومات ومدى موثوقيتها وصحتها والتمسك بالمبادئ الأخلاقية بأنها مُثل ذات أهمية عظيمة. علاوةً على ذلك، توصلت الدراسة إلى أن الصحفيين الغربيين أقل دعمًا من أي ترويج نشط لقيم أو أفكار أو تغير اجتماعي معين.
كذلك، يمكنك العثور على أربعة أنواع من ثقافات الصحافة في دراسة عوالم الصحافة (Worlds of Journalism) وذلك بالاعتماد على دراسات استقصائية عالمية أجريت على ما يزيد عن 2100 صحفي ناشط تناولت "المجالات الرئيسية" للخلاف [الصحفي]" (التدخل الصحفي، والمسافة بين القوى الحاكمة، وتوجهاتها السوقية) وهي:
| الوسط الصحفي        | مواصفات ثقافة الصحافة |
| ------------------- | --- |
| الناشر الشعبي       | يتميز بتوجه قوي نحو الجمهور. ويكون هناك اتجاه نحو إمداد الجمهور بالمعلومات "المثيرة للاهتمام". ولا يعتبر تواجده أمرًا أساسيًا للغاية بالنسبة للحكومة أو أهل النخبة. ومع ذلك، لا يعتزم أن يتولى دورًا فاعلًا أو تشاركيًا في المراسلة. ومن أمثلة الدول: إسبانيا ورومانيا وإسرائيل. |
| الرقابة المستقلة    | تهتم بإمداد الجمهور بالمعلومات السياسية. ويتم النظر إلى المكانة التي يحظى بها الجمهور بمستوى عالٍ نسبيًا كمراقب مستقل للأحداث. كما أنهم ينظرون لأنفسهم باعتبارهم مراقبي أهل النخبة (موقف متشكك وحيوي). ويكون هناك تدخلأقل من نظرائهم في الأوساط الأخرى. كما تكون هناك معارضة لفكرة دعم السياسات الرسمية. ونادرًا ما يكون هناك دعم للتغيير الاجتماعي، والتأثير على الرأي العام، ووضع الأجندة السياسية. وتمثل معظمها وسطًا "نموذجيًا" للصحفي الغربي. ومن أمثلة تلك الدول: ألمانيا والنمسا والولايات المتحدة وسويسرا وأستراليا.    |
| وسيط التغيير الحاسم | يكون مدفوعًا بنوايا التدخل. كما يكون حاسمًا تجاه أهل النخبة من الحكومة وقطاع الأعمال. ويكون هناك تركيز على الدعوة إلى التغيير الاجتماعي، وهو ما يؤثر على الرأي العام أو عملية وضع الأجندة السياسية. كما يكون حريصًا على تحفيز الجماهير على المشاركة في النشاط الاجتماعي (الانتخابات) والنقاش السياسي، ومع ذلك يعارض هذا النوع بشدة توفير الدعم الشعبي لسياسة الحكومة الرسمية. ولا يدعم النهج الانتهازي الذي تتم ممارسته على الصحافة. ومن أمثلة تلك الدول: تركيا ومصر. فضلًا عن بعض المناطق في دول بلغاريا والمكسيك وإندونيسيا. |
| الميسر الانتهازي    | لا ينظر الصحفيون إلى أنفسهم باعتبارهم مراقبين مستقلين، بل شركاء الحكومة الإيجابيين. وغالبًا ما يتجهون إلى دعم السياسات الرسمية ونقل صورة إيجابية عن القيادة السياسية والتجارية ولا يلتفتون كثيرًا إلى وظيفة المعلومات السياسية أو تعبئة طاقات الصحافة. ويوجد هذا الصحفي على مسافة قريبة من القوى السياسية. ولا توجد جهات مراقبة على الحكومة أو أهل النخبة. ويوجد هذا النوع في الإطارات النامية والانتقالية والاستبدادية. ومن أمثلة تلك الدول: روسيا وشيلي والصين وأوغندا.                                                    |

يمكن وصف ثقافة الصحافة الغربية بتسلط يمارس من جانب هيئة الرقابة على الصحافة في ظل تواجد اتجاه نحو ديمقراطيات أكبر في الدول الجنوبية الغربية مثل إسبانيا، التي تتبنى نهجًا قويًا للثقافة الصحفية الخاصة بـ «الناشر الشعبي».

### الاتجاهات الموجودة في الدول النامية والناشئة
على نحو خاص في فترة تسعينيات القرن العشرين، عملت «مبادرات الحكومة والإعلام الأمريكي على» إنشاء نموذج للصحافة «الموضوعية» على غرار الولايات المتحدة في الديمقراطيات الناشئة في أمريكا الجنوبية وأوروبا الشرقية. وافترض هذا الإجراء أن «الصحافة على الطراز الأمريكي هي [بمثابة] النموذج العالمي الطبيعي الحتمي»، ومع ذلك، لم تشهد الدراسات الحالية المتعلقة بثقافة الصحافة في الدول الأوروبية الغربية تطبيقًا لمعايير الصحافة الغربية. فبدلًا من ذلك، يمكن ملاحظة التأسيس لنهج الثقافة الصحفية الأقل موضوعية والأكثر ترفيهًا والموجهة للجمهور مدفوعةً من الدول نفسها (على سبيل المثال، صحافة «الناشر الشعبي» في بلغاريا).
كذلك، يمكن وصف أبحاث الصحافة التي تُجرى على مستوى داخل الدولة في البلدان النامية أو الناشئة بالنقص. ويمكن تفسير ذلك إما أن معاهد البحوث في البلدان المعنية أو تلك المحرومة من الموضوعات البحثية تعاني من قلة التمويل أو أنه لا يوجد تمويل على الإطلاق. ووجه أرنولد سي دي بيير، الباحث الصحفي بـ جامعة ستيلينبوش بجنوب إفريقيا، نقدًا للبحث الصحفي الذي يمارس في جنوب أفريقيا في فترة التسعينيات وأوائل الألفية الثانية؛ حيث ركزت تلك الفترتان للغاية على مجالات مثل «العلاقات العامة» أو التسويق أو غيرها من أشكال الاتصالات المؤسسية. كما أنها ركزت على جانب الباحثين الناقدين، والذين كانت لديهم اهتمامات قوية بإجراء بحث صحفي يتناول أشكال ما بعد سياسة التمييز العنصري. وبالتالي، تسببت الزيادة الهائلة في الدراسات المعنية المحددة في إحداث عجز في النتائج الخاصة بجنوب إفريقيا، والمتعلقة بثقافة الصحافة لديها.

## نقد البحث الصحفي (المقارن)
ينتقد العديدون، وخاصة الدول الناشئة، الشكل المتمثل في تطبيق وجهة النظر الأمريكية أو الغربية المركزية الخاصة بثقافة الصحافة على الدول تحت النامية أو النامية، وذلك باعتبارها شكلًا من الإمبريالية الثقافية يتجاهل الخلفيات الثقافية أو أشكال الانشقاق الاجتماعي المحددة.
علاوةً على ذلك، غالبًا ما يتم انتقاد نهج البحث الصحفي نظرًا لاستخدامه وجهة النظر التقليدية للغاية لمصطلح «الصحافة». ولا تزال معظم دراسات الصحافة تركز على الصحافة المتوازنة وذات الطابع المؤسسي، والتي يتم نشرها عبر صحيفة أو تلفاز أو راديو. ويناضل الباحثون في مجال الصحافة ضد أساليب المقارنة لوضع تصورات حول مفاهيم الإعلام الناشئ والجديد، مثل ممارسة الصحافة في مدونات الويب والمدونات الصوتية (البودكاست) وغيرها من الإصدارات الأخرى لصحافة المواطن.
وإلى جانب نقاط النقد المحددة هذه، هناك مشكلة منهجية عامة تتمثل في تحديد مفهوم «الثقافة». فكثيرًا ما يستخدم مصطلح الثقافة بطريقة غير منهجية، وقد يؤدي إلى مشاكل في المقارنة المتناغمة بين دراسات ثقافة الصحافة.

## التأثيرات على ثقافات الصحافة

### التأثيرات على ثقافات الصحافة الأوروبية
توصل مشروع إدارة المعلومات الكافية (AIM) في أوروبا، وهو عبارة عن مشروع أوروبي متعدد الجنسيات متخصص في مجال العلوم الاجتماعية وفي إطاره أُجريت دراسات عديدة حول هياكل وعمليات الصحافة المتمثلة في المراسلات اليومية المتعلقة بالاتحاد الأوروبي في الفترة من عام 2004 وحتى 2007، إلى أن الدوافع نحو الوصول إلى صحافة مهنية أوروبية لم تحظ بأهمية صريحة داخل الموضوعات الأوروبية أو المعرفة الخاصة المعنية بالشؤون الأوروبية، كما ينبغي. فبدلًا من ذلك، يتم تحديدها بواسطة «العمليات اليومية والأداء الإعلامي اللاحق» [13] أو العوامل الهيكلية في الموقع، أو الممارسات التي تتم داخل موقع العمل أو ممارسات التجربة والخطأ. علاوةً على ذلك، يتم الاعتماد على وجهات النظر الوطنية والممارسات الصحفية الوطنية والفردية في عمليات المراسلة الخاصة بأوروبا، وبالتالي فإنها تفتقر إلى سياق متماسك ومناسب. وتخلص دراسة مشروع إدارة المعلومات الكافية إلى أن تلك العيوب وحالات الإهمال وسوء الفهم الذي يحدث يوميًا يؤدي إلى مراسلة تتسم بقصر النظر حول الشؤون الأوروبية. وهكذا، لا يمكن دعم نظرية الثقافة الأوروبية الشائعة المتعلقة بالمراسلة الخاصة بالشؤون الأوروبية.

### تأثيرات التسلسلات الهرمية المهنية
في مجلد شوماكر وريزي الصادر عام 1996 والمعروف باسم وساطة الرسالة (Mediating the Message): نظريات التأثيرات على وسائل الإعلام (Theories of Influences on Mass Media)، أنشأ الكاتبان إطارًا نظريًا يمكن من خلاله تحليل مستويات التأثير التي تُسهم في تشكيل المحتويات الإعلامية. وتتراوح تلك المستويات من صغيرة جدًا إلى كبيرة جدًا، وتبدأ من مستوى الفرد والأنظمة الروتينية والمستوى المؤسسي ومستوى الإعلام الإضافي وصولًا إلى المستوى الأيديولوجي. وفي إطار ذلك، استخدم هانيتزش نهجًا مماثلًا في دراسته الشاملة على المستوى الوطني حول مفهوم ثقافة الصحافة، والتي تحمل العنوان عوالم الصحافة (Worlds of Journalism). إن النموذج الذي استخدمه هانيتزش يتيح إمكانية وجود تأثيرات على قرارات المراسلة الخاصة بالصحفي على مستوى فائق (العولمة والنشر والاعتماد المتبادل)، ومستوى كلي يشمل المجتمعات والدول (السياقات السياسية والاقتصادية والقانونية والاجتماعية والثقافية، فضلًا عن النظام الإعلامي)، ومستوى متوسط (التنظيم التحريري، والمنظمة الإعلامية، والوسائل على سبيل المثال) والمستوى الصغير متمثلًا في الصحفي كفرد (الخلفيات والسمات الفردية التي يتميز بها الصحفي).
وقد خلصت النتائج التي تم استخلاصها من الدراسة التي أجريت على نحو 2100 صحفي محترف أن «التأثيرات التنظيمية والمهنية والإجرائية يُنظر إليها على أنها قيود أكثر قوة على عمل الصحفي مقارنة بالتأثيرات السياسية والاقتصادية». وعمل ذلك على إنتاج مستوى متوسط من التسلسل الهرمي المهني، والذي يُعرف كذلك باسم التنظيم التحريري وتنظيم الوسائل، بوصفه العامل الأكثر تأثيرًا على السلوك الصحفي، ومن ثَم المؤثر الأكبر على الجزء المهني من ثقافة الصحافة.

### تأثيرات التقنيات الحديثة على ثقافات الصحافة
توصلت دراسة خاصة بإدارة المعلومات الكافية (AIM) الأوروبية إلى وجود انفتاح متزايد، خاصة بين الأجيال الشابة من الصحفيين المحترفين، تجاه الأساليب والطرق الإخبارية الخاصة بالاتصالات وعمليات الإنتاج. ويمكن ملاحظة الاتجاه المتزايد نحو عدم الاعتماد على أنظمة المعلومات ذات الطابع المؤسسي بشكل حصري. كذلك، يشير التطور التكنولوجي المتزايد الذي يشهده عالم الإنترنت إلى الاتجاه نحو الاستخدام المتزايد لـ «المعلومات غير المؤسسية، وغير الحكومية، وغير الإدارية والعابرة للحدود الوطنية بشكل واضح» أثناء عمليتي إعداد التقارير وعمل الأبحاث.
وإلى جانب الصحفيين الأوروبيين الذين يعتمدون على وسائط الإعلام الجديدة كأداة للمراسلة، يمكن ملاحظة التزايد الهائل في استخدام التقنية الحديثة بشكل خاص في الدول الاستبدادية أو النامية. وبهذا يمكن أن تؤدي سيطرة الحكومة المتزايدة على وصول الصحفي إلى وسائل الإعلام من أجل حرية التعبير إلى الاتجاه نحو اكتشاف أساليب جديدة للتعبير أقل خضوعًا للسيطرة. ويمكن العثور على واحد من أفضل الأمثلة التي تم دراستها، والتي تكشف عن دهاء الصحفيين المقموعين، في الأبحاث التي أجراها الصحفيون الصينيون واستخدامهم لـ المدونات والهواتف المحمولة والتدوين المصغر، والذي يجسد ثقافة المراسلة في الصين.

## نظرية التقارب العالمي
لقد كشفت الأبحاث التي تم إجراؤها في مجال الصحافة العالمية عن الدليل الذي يدعم وجهة النظر المتمثلة في أن الاتجاه المتزايد للعولمة يكون مصحوبًا بتقارب في التوجهات والممارسات الصحفية، ومن ثَم تكوّن ثقافة الصحافة. وتسيطر الأخلاقيات التقليدية المتمثلة في الموضوعية والنزاهة على العديد من غرف الأخبار في جميع أنحاء العالم، وهناك الكثير من أوجه التشابه في الإجراءات التحريرية، والأشكال الروتينية المهنية، وعملية التنشئة الاجتماعية في دول متنوعة مثل البرازيل وألمانيا وإندونيسيا وتنزانيا والولايات المتحدة.